# 阿菲莱

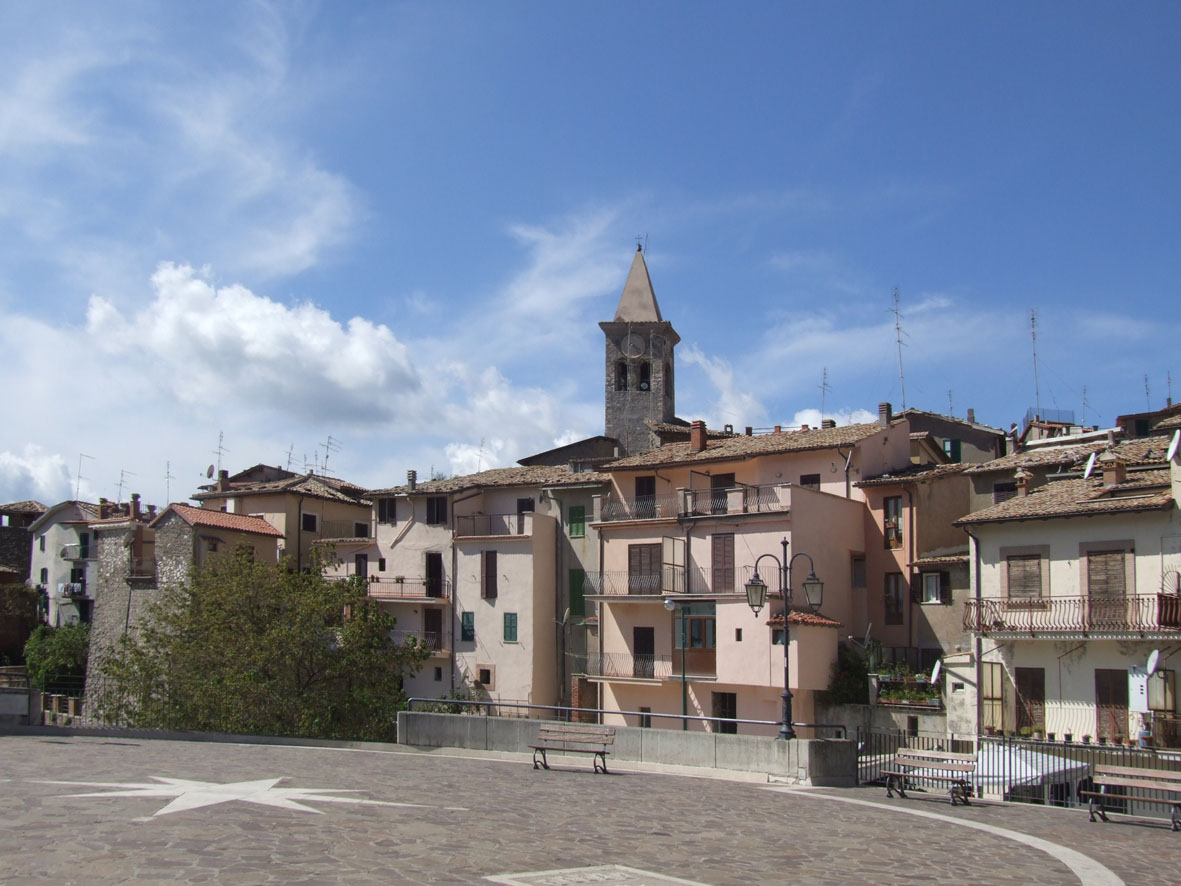
阿菲莱市容

阿菲莱（義大利語：Affile）是意大利拉齐奥大区羅馬首都廣域市的一个市镇，面积15平方公里，人口1,631人（2004年）。